# Bertrando de’ Rossi Junior

Wappen der Rossis von Parma.

Bertrando de’ Rossi (* 1336; † 4. November 1396, Pavia) war ein italienischer Adliger und Diplomat.

## Biografie
Bertrando Junior war der Sohn von Bertrando de’ Rossi Senior und Sara di Guglielmo da Camposampiero aus Padua.

### Familiengüter
Bertrando und sein Vetter „Rolando“ führten zusammen das Haus Rossi, insbesondere, nachdem die beiden Töchter von Ugolino (dem letzten Nachfahren des Zweiges von Ugolino de’ Rossi) und von Alessia di Buonaccorso Ruggeri, Caracosa und Eleonora, Giacomo de’ Rossi, bzw. Bertrando Junior, Angehörige des anderen Familienzweiges, geheiratet hatten, und nach dem Tod von Ugolino de’ Rossi, dem Großonkel von Bertrando Junior und Bischof von Parma, im Jahre 1337. Felino gehörte Bertrando Junior, während San Secondo Rolando gehörte. Letzter starb aber 1389 ohne männliche Nachkommen und hinterließ seine Güter und Rechte seinem Vetter Bertrando Junior.

### Beziehung zu Gian Galeazzo Visconti und Erhalt der Bürgerrechte von Mailand
Bertrando pflegte eine enge Beziehung zu Gian Galeazzo Visconti, „dessen Berater und sogar Testamentsvollstrecker er war und für den er unter anderem eine bedeutende, diplomatische Mission am französischen Königshof durchführte. Die brillante, kirchliche Karriere, die wohl sein ältester Sohn, Giacomo, einschlug, begann ganz im Zeichen der starken Verbundenheit mit dem Herzog, der ihn 1388 zum Bischof von Verona wählen ließ und etwa zur selben Zeit zum Lektor des kanonischen Rechtes an der Universität Pavia ernannte – ein Posten von politischer Bedeutung, vielleicht nicht weniger als der bischöfliche Stuhl, wenn man darüber nachdenkt, was das Studium in Pavia im Zeichen Gian Galeazzos darstellte.“
Am 15. Februar 1386 erhielt Bertrando Junior die Bürgerrechte von Mailand für sich und seine Nachkommen, zusammen mit Guglielmo Bevilacqua aus Verona, Nicolò de' Terzi aus Parma, Faustino de Lantanis aus Brescia, Nicoletto de Diversis aus Lucca, Antonio de Lucino aus Como und Enrico de Caresana aus Vercelli.

### Hinwendung zu Büchern
Die Hinwendung zu Büchern der Rossis nahm mit Bertrando wieder Fahrt auf, dem wir die beiden Stundengebetsbücher und die Bücher in klassischer Aufmachung verdanken, die einer der renommiertesten Pariser Werkstätten, die auch für Gian Galeazzo arbeitete, Ravanelle Master, gefertigt wurden. In den beiden Stundengebetsbüchern hat sich Bertrando in zwei verschiedenen Arten darstellen lassen: In einer Version ließ er sich in rot (der Farbe seines Adelshauses) mit Juwelen und in Hofstaat, kniend, im Profil, allein vor Maria, der Jungfrau, abbilden, während er in der anderen ein wenig „einfacher“ dargestellt ist, ohne Juwelen und begleitet von Heiligen vor der Madonna. In der Miniatur auf dem Stundengebetsbuch, das in der französischen Nationalbibliothek aufbewahrt wird, findet man auch die Familie Visconti abgebildet. Bertandos Sohn Pier Maria I. de’ Rossi (1373–1438) kümmerte sich weniger um die Herstellung von Manuskripten, vielleicht aufgrund der dauernden Waffengänge, an denen er teilnahm: Ein Stundengebetsbuch, das unter dem Namen „Smith Losouëf 22“ bekannt ist, blieb unvollendet und einige Bücher, die sein Vater bestellt hatte, ließ man nicht in Parma ankommen, sondern sie landeten in verschiedenen, europäischen Bibliotheken. In die Fußstapfen Bertrandos trat sein Enkel Pier Maria II. de’ Rossi, der Sohn von Pier Maria I., der nach 1468 das „Smith Losouëf 22“ fertigstellen ließ und dabei eine Miniatur, ganz ähnlich der seines Großvaters, zusammen mit seiner Gattin, Bianca Pellegrini, einsetzen ließ.

### Tod und Grabstätte
Bertrando starb 1396 und hinterließ seine gesammelten Güter und Rechte (seine eigenen, die des Familienzweiges Ugolinos und die seines Vetters Rolando, der kurz vorher verstorben war) seinen drei legitimen Söhnen, Giacomo, Pier Maria I. und Giovanni. Giovanni starb wenig später im Jahre 1402, Giacomo machte, wie oben erwähnt, eine kirchliche Karriere, und so strich Pier Maria I. die Familiengüter ein und gab sie schließlich an seinen Sohn, Pier Maria II., weiter, womit sich erneut das Familienerbe bei einer einzigen Person konzentrieren sollte.
Bertrando wurde, wie er es testamentarisch festgelegt hatte, in der Rossi-Kapelle im Inneren der Kirche San Francesco del Prato in Parma beigesetzt. Die Kapelle gehörte seit 1377 der Familie. Der Franziskanerorden verklagte allerdings die Familie Rossi 1422, weil Pier Maria sich weigerte, die 32 Gulden für die Gebete zu Ehren des Vaters zu bezahlen. Auf seinem Grabspruch ist zu lesen: „Die Italiener wissen, dass man Parma voll mit seinen Trophäen kennt.“
Nach dem Tod von Gian Galeazzo Visconti und der Aufteilung seines Territoriums unter seinen Söhnen distanzierte sich die Familie Rossi von der der Viscontis. Am 7. November 1425 aber stellte Filippo Maria Visconti einen Patentbrief aus, in dem er Pier Maria seine gesamte Immunität, seine Rechtsprechung und die Befreiungen zurückgab, die seine Familie zur Zeit Gian Galeazzo Viscontis genossen hatte. Dieses Dokument unterscheidet sich von anderen durch seine Feierlichkeit, die fortwährenden Bezüge auf Bertrando und Gian Galeazzo und den Wunsch, die Wiederherstellung der alten, profitablen Zusammenarbeit zu bewirken.